# 20 (吉井和哉のアルバム)
『20』（トゥエンティー）は、吉井和哉の2枚目となるベスト・アルバム。2023年9月13日にA-Sketchから発売。

## 解説
ソロデビュー20周年を記念した吉井和哉2枚目のベスト・アルバム。通常盤・アナログ盤には、2014年以降にリリースしたシングルやアルバムリード楽曲を中心にセレクトされた全15曲が収録。
初回限定盤には、通常盤にBlu-ray Discを加えた2枚組で、Blu-rayには2021年12月28日に開催された「THE SILENT VISION TOUR 2021」日本武道館公演の映像が全曲収録。このライブの音声はステレオとDolby Atmosにて収録され、特典として封入される「NeSTREAM LIVE」（Dolby Atmos対応）の視聴シリアルコードを利用して、本編映像をスマホやTVなどで簡単にストリーミング再生にて楽しむことが可能となっている。また、「441108.com」「441kzch」会員のみが購入できるFC限定盤には、初回限定盤にボーナスディスクCDを加えた3枚組で、トールサイズブックレット48P同梱した豪華三方背BOX仕様の完全初回生産限定商品となっている。
このボーナスCDには「Dear My Another Grandfather」（2015年発売アルバム「SUPERNOVACATION」 iTunes Store予約購入限定ボーナストラック）、「鉄工所」（未発表）などのデモ音源、廣瀬"HEESERY"洋一が率いるソロユニット「HEESEY WITH DUDES」に歌詞を提供した楽曲「ならず者アイムソーリー」、「開花宣言」（Jeff Miyaharaプロデュース/J.K.RADIOFISH/2010年 FM802×DOCOMO ACCESSキャンペーンソング）、「マサユメ」（masa-yume）、「ふたりはさかさま」（NHK Eテレ みいつけた!エンディングテーマ、「薔薇と太陽」（KinKi Kids）の楽曲提供の際に吉井本人が仮歌として歌ったGuide Vocal ver.音源、「仲なおりの歌」（ダチョウ倶楽部）、「Dangerous feat. 吉井和哉」（布袋寅泰）といったコラボレーション楽曲など、20周年記念スペシャルギフトとも言うべき全11曲が収録される。

## 収録曲

### CD [Disc-1]（通常盤・初回限定盤・FC限定盤・アナログ盤全共通）
1. みらいのうた
オルタナティヴミックス音源
2. 〇か×
3. （Everybody is）Like a Starlight
4. 超絶☆ダイナミック!
5. WEEKENDER
6. シュレッダー
7. ヘヴンリー
8. ウォンテッド（指名手配）
9. MUSIC
10. VS
11. SWEET CANDY RAIN（YOSHII LOVINSON）
12. JUST A LITTLE DAY（YOSHII LOVINSON）
13. 雨雲
レコーディング当時のマスターミックス音源
14. Island
15. クリア
レコーディング当時のマスターミックス音源

### Blu-ray [Disc-2]（初回限定盤・FC限定盤）
「THE SILENT VISION TOUR 2021」2021.12.28 日本武道館
1. 〇か×
2. 無音dB
3. Biri
4. フロリダ
5. 欲望
6. 黄金バッド
7. SIDE BY SIDE
8. RAINBOW
9. クランベリー
10. シュレッダー
11. ロックンロールのメソッド
12. MUSIC
13. 点描のしくみ
14. Hattrick'n
15. PHOENIX
16. ビルマニア
17. WINNER
18. WEEKENDER
19. FINAL COUNTDOWN
20. みらいのうた

### CD [Disc-3]（FC限定盤）
1. Dear My Another Grandfather（Demo）/ YOSHII LOVINSON
2. 鉄工所（Demo）/ YOSHII LOVINSON
3. きんにくロック～モジャボのテーマ～（Demo Vocal ver.）/ YOSHII LOVINSON
4. ならず者アイムソーリー（Guide Vocal ver.）
5. 開花宣言（Guide Vocal ver.）
6. マサユメ（Guide Vocal ver.）
7. 仲なおりの歌 / masa-yume（吉井和哉・ダチョウ俱楽部）
8. ふたりはさかさま（Guide Vocal ver.）
9. クリア（Alt ver.）
10. 薔薇と太陽（Guide Vocal ver.）
11. Dangerous feat. 吉井和哉 / 布袋寅泰

## 参加ミュージシャン
- 吉井和哉 - ヴォーカル、プロデュース、作詞、作曲、編曲

| [Disc-1]（通常盤・初回限定盤・FC限定盤・アナログ盤全共通） みらいのうた - 吉井 和哉 - ヴォーカル、ギター - 渡辺 淳 - ギター - 石綿 亮 - ベース - 三宅 彰 - プロデュース、プログラミング - 堀越 亮 - 編曲 - 谷崎 舞、島田 光理、天野 恵、浮村 恵梨子、西野 絢賀、大島 せな、芹田 碧、亀井 友莉 - ヴァイオリン - 稲本 有彩、村岡 苑子 - チェロ - 飯野 和英、鈴村 大樹 - ヴィオラ - 西川 陽介、齊藤 裕也 - レコーディング - Goetz B. - ミキサー 〇か× - 吉井 和哉 - ヴォーカル - 真壁 陽平 - ギター - 山口 寛雄 - ベース - 河村 吉宏 - ドラム - Tomi Yo - キーボード、編曲、プログラミング - 三宅 彰 - プログラミング - 西川 陽介、齊藤 裕也 - レコーディング - 滝澤 武士 - ミキサー （Everybody is）Like a Starlight - 吉井 和哉 - ヴォーカル、ギター - 日下部 "Bunny" 正則 - ギター - Chris Chaney - ベース - Matt Chamberlain - ドラム、パーカッション - Patrick (Pat) Sansone - ギター、キーボード、プログラミング - Bryan Cook、西川 陽介 - レコーディング - Joe Barresi - ミキサー 超絶☆ダイナミック！ - 森 雪之丞 - 作詞 - 吉井 和哉 - ヴォーカル、ギター - Alain Johannes - ギター - Chris Chaney - ベース - Josh Freese - ドラム - Junichi "Jun" Murakawa、西川 陽介 - レコーディング - Joe Barresi - ミキサー WEEKENDER - 吉井 和哉 - ヴォーカル、ギター - Julian Coryell - ギター - Troy Van Leeuwen - ギター - Chris Chaney - ベース - Josh Freese - ドラム - Jim Scott - レコーディング、ミキサー シュレッダー - 吉井 和哉 - ヴォーカル、ギター - Chris Chaney - ベース - Josh Freese - ドラム - Jason Villaroman、Steven Rhodes - レコーディング - Joe Barresi - ミキサー ヘヴンリー - 吉井 和哉 - ヴォーカル、ギター - Alain Johannes - ギター - Chris Chaney - ベース - Josh Freese - ドラム - Patrick (Pat) Sansone - キーボード、 - Joe Barresi - プロデュース、 - Joe Barresi、Jun Murakawa、西川 陽介 - レコーディング | ウォンテッド（指名手配） - 阿久 悠 - 作詞 - 吉井 和哉 - ヴォーカル、ギター、パーカッション - 日下部 "Bunny" 正則 - ギター - 三浦 淳悟 - ベース - 吉田 佳史（TRICERATOPS） - ドラム - 鶴谷 崇 - キーボード - Jun Murakawa - レコーディング、ミキサー MUSIC - 吉井 和哉 - ヴォーカル、全楽器 - 西川 陽介 - レコーディング、ミキサー VS - 吉井 和哉 - ヴォーカル、全楽器 - 石毛 輝 - シンセサイザー、プログラミング - 西川 陽介- レコーディング、ミキサー SWEET CANDY RAIN - YOSHII LOVINSON - ヴォーカル、ギター、ベース、キーボード、プロデュース、ミキサー - Josh Freese - ドラム - Matt Hyde、大串 崇、Koji"Bob"Tsuji - レコーディング JUST A LITTLE DAY - YOSHII LOVINSON - ヴォーカル、ギター、プロデュース - 菊地 "EMMA" 英昭 - ギター - Paul Bushnell - ベース - Josh Freese - ドラム - Keita Furuhashi - プログラミング - Dave Way、Lior Goldenberg、河上 達也、Roger Moutenot、松本 大英、YOSHII LOVINSON - レコーディング - Dave Way - ミキサー 雨雲 - 吉井 和哉 - ヴォーカル - Julian Coryell - ギター - Justin Meldal-Johnsen - ベース - Victor Indrizzo - ドラム - Patrick Warren - キーボード - Jason Villaroman - レコーディング - Steven Rhodes - ヴォーカルレコーディング - Joe Barresi - ミキサー Island - 吉井 和哉 - ヴォーカル、ギター、タンバリン - 日下部 "Bunny" 正則 - アコースティックギター - 三浦 淳悟 - ベース - 吉田 佳史（TRICERATOPS） - ドラム - 鶴谷 崇 - キーボード - 桐山 なぎさ、地行 美穂 - ヴァイオリン - 細川 亜維子 - ヴィオラ - 徳澤 青弦 - ストリングアレンジ、チェロ - 小谷 和秀 - コントラバス - 杉山 オサム、西川 陽介 - レコーディング - 杉山 オサム - ミキサー クリア - 吉井 和哉 - ヴォーカル、ギター - Chris Chaney - ベース - Josh Freese - ドラム - Herman Jackson - オルガン、クラリネット - Emma Stuart、Rehya Stevens、Bridgette Bryant、Charlotte Gibson、Sharon Bryant、Nicholas Cooper、Joey Diggs、DeeDee Foster - 合唱 - Jonathan Litten - プログラミング - Bryan Cook、Junichi "Jun" Murakawa、西川 陽介 - レコーディング - Joe Barresi - ミキサー |

Blu-ray [Disc-2]（初回限定盤・FC限定盤）
「THE SILENT VISION TOUR 2021」2021.12.28 日本武道館
- 吉井 和哉 - ヴォーカル、ギター
- 日下部 "Bunny" 正則 - ギター
- 真壁 陽平 - ギター
- 三浦 淳悟 - ベース
- 吉田 佳史（TRICERATOPS） - ドラム
- 鶴谷 崇 - キーボード

[Disc-3]（FC限定盤）
- 吉良 武男 - マスタリング

TEMAS (Mastering & Mixing Studios)　東京都渋谷区神宮前６丁目２７−８ 京セラビル Ｂ１Ｆ マスタリング場所
| Dear My Another Grandfather（Demo） - YOSHII LOVINSON - 作詞、作曲、編曲、全楽器 、レコーディング、ミキサー 鉄工所（Demo） - YOSHII LOVINSON - 作詞、作曲、編曲、ヴォーカル、ギター - Paul Bushnell - ベース - Josh Freese - ドラム - Keita Furuhashi - プログラミング - Dave Way、Lior Goldenberg、河上 達也 - レコーディング - Dave Way - ミキサー きんにくロック～モジャボのテーマ～（Demo Vocal ver.） - 武田 浩 - 作詞 - YOSHII LOVINSON - 作曲、編曲、ヴォーカル、ギター、ベース - Keita Furuhashi - プログラミング、レコーディング、ミキサー ならず者アイムソーリー（Guide Vocal ver.） - 廣瀬 "HEESEY" 洋一 - 作曲、編曲、ベース - 吉井 和哉 - ヴォーカル - Satoshi 'ONOCHIN' Onodera - ギター、レコーディング、ミキサー - 大内 "MAD" 貴雅 - ドラム - Keita Furuhashi - ヴォーカルレコーディング 開花宣言（Guide Vocal ver.） - Jeff Miyahara - 作曲、編曲 - 吉井 和哉 - ヴォーカル - マサ 小浜 - ギター - 日野"Jino"賢二 - ベース - Armin T. Linzbichler - ドラム - 大山 泰輝 - ピアノ - Mari Sasaki - オルガン - 村田 泰子 ストリングス - ストリングス - 桑野 貴充 - レコーディング - Satoshi Hosoi - ミキサー マサユメ（Guide Vocal ver.） - 吉井 和哉 - ヴォーカル - 日下部 "Bunny" 正則 - ギター - 三浦 淳悟 - ベース - 吉田 佳史（TRICERATOPS） - ドラム - 西川 陽介- レコーディング、ミキサー | 仲なおりの歌 - 吉井 和哉 - ヴォーカル - 肥後 克広（ダチョウ倶楽部） - ヴォーカル - 寺門 ジモン（ダチョウ倶楽部） - ヴォーカル - 上島 竜兵（ダチョウ倶楽部） - ヴォーカル - 吉田 佳史（TRICERATOPS） - ドラム - 鶴谷 崇 - ピアノ - 西川 陽介- レコーディング、ミキサー ふたりはさかさま（Guide Vocal ver.） - 向田 邦彦 - 作詞 - 吉井 和哉 - ヴォーカル - 山内 総一郎（フジファブリック）- ギター - 栗本 ヒロコ - ベース - 吉田 佳史（TRICERATOPS） - ドラム - 鶴谷 崇 - キーボード - 西川 陽介- レコーディング、ミキサー クリア（Alt ver.） - 吉井 和哉 - ヴォーカル、ギター - Chris Chaney - ベース - Josh Freese - ドラム - Herman Jackson - オルガン、クラリネット - Emma Stuart、Rehya Stevens、Bridgette Bryant、Charlotte Gibson、Sharon Bryant、Nicholas Cooper、Joey Diggs、DeeDee Foster - 合唱 - Jonathan Litten - プログラミング - Bryan Cook、Junichi "Jun" Murakawa、西川 陽介 - レコーディング - Bryan Cook - ミキサー 薔薇と太陽（Guide Vocal ver.） - 船山 基紀 - 編曲 - 吉井 和哉 - ヴォーカル - 増崎 孝司 - ギター - 川崎 哲平 - ベース - 長谷部 徹 - ドラム - 安部 潤 - ピアノ - Luis Valle、竹内 悠馬 - トランペット - 鍵和田 道男 - トロンボーン - 竹野 昌邦 - テナー・サクソフォーン - 中島 千絵 ストリングス - ストリングス - 平沼 浩司、安田 博城 - レコーディング - 西川 陽介 - ヴォーカルレコーディング - 内村 えいじ - ミキサー Dangerous feat. 吉井和哉 - 布袋 寅泰 - 作曲、編曲、ギター、ベース、プログラミング、バッキングコーラス - 吉井 和哉 - ヴォーカル - Zachary "Zack" Alford - ドラム - 布袋 寅泰、石川 翔平、Roy Hendrickson - レコーディング - Simon Gogerly - ミキサー |